# 외명부
외명부(外命婦)는 황·왕실의 여성이나 공신의 어머니 혹은 처, 그리고 문무대신의 어머니 혹은 처로서 봉호(封號)된 여성을 통틀어 이르는 말이다. 중국의 당(唐)·송(宋) 시대에 제도화되었으며, 한반도에선 고려시대부터 체계적으로 운용되었다.

## 고대시대
고려 이전에는 체계적인 외명부 체제가 있었다는 기록이 존재하지 않으나, 왕녀 및 왕족 여성을 특별히 봉공한 흔적이 묘지 등에 남아있어, 비록 형태는 달랐겠지만, 비슷한 체제가 있었을 것으로 추측된다.
《삼국유사》에 신라의 내물왕이 김제상의 부인을 국대부인으로 봉하였다는 기록이 있는데, 이는 신하의 부인도 봉작된 경우가 있었음을 밝힌다. 또한 이 시기의 부인(夫人)은 단지 남의 처를 높여 부르는 단어가 아니라 엄연한 봉작명으로 추정할 수도 있는데, 초기의 신라에선 왕의 모친과 왕비를 부인으로 봉하였고, 고구려에선 왕의 측실을 소후(小后) 혹은 부인으로 봉하였으며, 백제에선 15대 침류왕의 어머니가 아마부인으로 봉해졌던 만큼 묘비나 기록에 남은 “○○부인”이라는 호칭이 관작일 가능성도 존재한다.
중국 고대국가인 주나라에서 왕후 아래 1등 후궁으로 세 명의 부인(三夫人)을 두고 그 아래에 9빈(九嬪) 등을 두었던 것이나, 남조시대와 북위 시대에도 부인이 빈(嬪)보다 윗서열의 으뜸 후궁의 작위로 지정됐다는 것, 그리고 최고위 관원의 어머니와 처를 부인으로 봉작하였으며 그보다 하위 관원의 어머니와 처는 군(君)으로 봉작했던 사례에서도 이를 확인할 수 있다.
고려시대 초기에도 왕의 후궁을 부인으로 봉하였다.

## 고려시대
문종 때 이르러 관제를 대대적으로 정비하였는데, 이때 정리된 외명부 왕족 여성의 관작은 아래와 같다.
【 의친 여성 】
| 품계        | 봉호                                                   |
| ----------- | ------------------------------------------------------ |
| 정1품       | 공주(公主: 왕의 딸)·대장공주(大長公主: 왕의 고모 이상) |
| 정3품       | 국대부인(國大夫人)                                     |
| 정4품       | 군대부인(郡大夫人)·군군(郡君)                          |
| 정5품·정6품 | 현군(縣君)                                             |

조선 초에 편찬된 《고려사(高麗史)》 중 지(志)에 기록된 봉증(封贈) 제도의 기록에 따르면 고려에서 관리의 부모와 처에게 관작을 내린 건 성종 7년(988년) 10월, 성종이 교서를 내려 '문무 상참관(常參官) 이상 관리의 부모와 처에게 작위를 주라'고 한 것이 최초였다. 이후 여러 왕을 거치며 대상이 확대되었는데, 공민왕 때에 이르러선 영역이 모호해져 침모와 내료(內僚)의 딸을 옹주와 택주로 봉하기에 이르렀고 이는 우왕 때에도 계속되어 대신들의 원성이 높았다. 이에 고려 말 공양왕 때에 이르러 내외명부의 관작이 재정비되었고, 외명부 문무 대신의 처와 어머니의 관작은 아래와 같이 수정되었다.
【 문무관 처·모 】
| 품계    | 문무관 처(妻)      | 문무관 모(母)  |
| ------- | ------------------ | -------------- |
| 1품     | 소국부인(小國夫人) | 대부인(大夫人) |
| 2품     | 대군부인(大郡夫人) | 대부인(大夫人) |
| 3품     | 중군부인(中郡夫人) | 대부인(大夫人) |
| 4품     | 군군(郡君)         | 군부인(郡夫人) |
| 5품·6품 | 현군(縣君)         | 현부인(縣夫人) |

이 외로 고려 중기 왕의 딸을 궁주(宮主) 혹은 궁공주(宮公主)로 삼기도 하였는데 특별한 기준은 알려지지 않는다. 고려 후기에 이르면 왕녀의 작위가 궁주로 정착되고, 세자를 제외한 왕자들의 처는 옹주(翁主)로 봉호토록 하였는데 이는 고려가 원나라의 부마국으로 전락하면서 원의 공주를 고려의 왕후로 삼아야 했기에 원의 공주와 차별을 두기 위해 본래 왕녀의 작위였던 공주 대신 궁주로 삼은 것이며, 옹주는 전한(前漢)에서 왕(=제후)의 딸을 옹주로 삼아 황제의 딸인 공주보다 아래에 두었던 전례를 인용한 것이다. 또, 아들 셋을 과거에 급제시킨 모친 가운데 관직이 없는 사람의 처는 특별히 현군(縣君)으로 봉하라는 특전(特典)이 만들어졌으며, 만일 이미 관직이 있는 자의 처일 경우엔 본래의 관작에서 두 등급을 올려주도록 하였다. 이로 인해 세 아들을 과거에 급제시킨 공으로 국대부인에 오른 여성도 존재했다.
《증보문헌비고》에서도 공양왕 때 태자비(太子妃)를 제외한 왕자와 제군의 정실을 옹주로 책봉하였으며, 왕녀도 옹주로 책봉하였다고 기록되어 있는데, 문종 때 내명부의 관제를 정비하면서 옹주를 노비나 관기 출신의 후궁으로써 1등 후궁인 정1품 비(妃)보다 아래에 두었던 만큼 옹주로 책봉된 왕녀는 모친의 신분 탓에 궁주보다 격을 낮춘 것으로 추정된다. 왕자의 정실을 옹주로 책봉하는 제도는 조선시대까지 이어졌다가 태종 17년에 국대부인 혹은 국부인으로 개칭된다.

## 조선시대

### 조선 초기
조선 개국 초 명부의 봉호는 고려 말기의 것을 답습했다. 이에 왕녀(王女)는 적서의 구별없이 정1품 궁주(宮主)로 봉작하였는데 궁주의 작위는 후궁의 작위로도 쓰였다. 세자를 제외한 왕자의 정실과 종친 제군의 정실은 옹주(翁主)로 삼았으며, 왕자녀의 딸 그리고 세자빈의 어머니를 택주(宅主)로 삼았다. 개국공신의 처 역시 등급에 따라 옹주 혹은 택주로 봉해지기도 했다. 왕의 외조모 이상과 왕비의 모친(親母·法母)의 작위로는 국대부인(國大夫人)을 썼다.
태조 5년, 문무대신의 처의 봉작을 개정하여 1품 대신의 처는 군부인(郡夫人), 2품은 현부인(縣夫人), 정3품으로 성균 대사성(成均大司成) 이상의 처는 숙인(淑人), 나머지 3품은 영인(令人), 4품은 공인(恭人), 5품은 의인(宜人), 6품은 안인(安人), 7품 이하 참외(參外)는 유인(孺人)으로 삼았는데, 가장이나 아들에게 공이 있어 특별히 봉작받는 자는 이 제한을 두지 않았으며, 반드시 처녀로서 정처가 된 자여야 하고 만일 개가(=재혼)를 할 경우엔 봉작을 추탈한다는 예외 조건을 더하였다.
이후 태종 8년에 태조가 사망하자 태종은 생모 신의왕후를 왕태후로 다시 존숭해 태조의 정궁이었던 신덕왕후보다 상위에 올리고 신의왕후의 신주(神主)만 태조와 함께 태묘에 부묘함으로써 신덕왕후를 후궁으로 낮췄는데 이는 신덕왕후가 낳은 아들인 폐세자 방석을 서자로 만듦으로써 왕자의 난을 정당화하고 자신의 왕위 계승에 정통을 확립하기 위함이었다. 이를 바탕으로 태종 12년에 왕자의 적서를 구별하여 봉작토록 하는 제도가 세워졌으며, 이것의 연장으로 태종 17년에 외명부의 봉작제도가 개정된다.
【 종친·의친 처 】
| 품계         | 봉호                       | 대상                                              |
| ------------ | -------------------------- | ------------------------------------------------- |
| 정1품 상(上) | 삼한국대부인(三韓國大夫人) | 대광 보국 대군(大匡輔國大君: 정궁 소생 왕자)의 처 |
| 정1품 하(下) | ○한국대부인(某韓國大夫人)  | 보국 부원군(輔國府院君: 왕비 부친)의 처           |
| 종1품        | ○한국부인(某韓國夫人)      | 숭록 제군(崇祿諸君: 후궁 소생 왕자)의 처          |
| 정·종 2품    | ○○택주(二字號宅主)         | 정헌 제군(正憲諸君)·가정 제군(嘉靖諸君)의 처      |
| 정·종 3품    | 신인(愼人)                 | 종친 원윤·정윤의 처                               |
| 정·종 4품    | 혜인(惠人)                 | 종친 부원윤·부정윤의 처                           |

【 공신 처 】
| 품계             | 봉호                      | 대상                                  |
| ---------------- | ------------------------- | ------------------------------------- |
| 정1품 상(上)     | ○한국대부인(某韓國大夫人) | 좌·우의정 부원군(左右議政府院君)의 처 |
| 정1품 하(下)     | ○한국부인(某韓國夫人)     | 제부원군(諸府院君)의 처               |
| 종1품, 정·종 2품 | ○○택주(二字號宅主)        | 공신 제군의 처                        |

【 문무(文武)대신 처 】
| 품계             | 봉호               |
| ---------------- | ------------------ |
| 정·종 1품        | 정숙부인(貞淑夫人) |
| 정·종 2품        | 정부인(貞夫人)     |
| 정3품 당상       | 숙인(淑人)         |
| 정3품 당하·종3품 | 영인(令人)         |
| 정·종 4품        | 공인(恭人)         |
| 정·종 5품        | 의인(宜人)         |
| 정·종 6품        | 안인(安人)         |
| 정7품 이하       | 유인(孺人)         |

세종 4년, 왕녀와 후궁에게 궁주(宮主)의 작호를 쓰는 것은 고려 말기의 폐습을 그대로 전승한 탓이니 옳지 않다는 이조의 계에 따라 왕녀를 모두 공주(公主)로 개칭토록 하였다. 세종 13년, 2차 왕자의 난으로 태종에게 왕위를 양위하고 상왕으로 물러났던 정종이 서거하자 세종은 부왕(父王)인 태종의 정통성을 위해 정종을 정통 군왕(君王)으로 인정치 않고 조선의 친왕(親王: 제후)의 예우로 격하하였다. 이와 함께 정종의 왕자녀의 호칭을 제후의 자녀의 것으로 낮추며 황실에서 종실의 딸을 군·현주로 삼은 제도를 의거해 정종의 딸들 및 그외 왕자(王子)·왕제(王弟)의 딸들도 군주(郡主)와 현주(縣主)로 삼도록 하였다. 이는 세종 22년에 모두 다시 개정되어 왕의 적녀는 공주, 왕의 서녀와 왕세자의 적녀는 군주, 왕세자의 서녀와 대군의 적녀는 현주, 왕자군의 적녀와 대군의 손녀는 향주(鄕主), 그외 종친의 딸은 모두 정주(亭主)로 봉작토록 하였다. 이후 왕의 서녀는 옹주로 다시 개칭되었으며, 왕세자의 적·서녀를 제외한 종실녀의 작위는 폐지되어 군주와 현주는 왕세자의 딸의 작위로 한정된다.
세종 14년, 신하(공신)의 처가 국호(國號)를 쓰는 것이 온당치 않다하여 이를 상고토록 하였는데 상정소에서 종친처 역시 더불어 개칭토록 하니 이는 태종 즉위 후부터 '제후국의 봉작은 종주국보다 2등 낮춘다'는 조건에 맞춰 작위를 수정해왔던 것의 연장이다. 이로 인해 국대부인의 국(國)이 조선의 최고 행정단위인 부(府)로 낮추어지고 대(大)가 생략된 부부인(府夫人)으로 개칭되어 대군의 처와 정궁의 어머니는 동등히 정1품 부부인으로 개칭·봉작토록 하고, 작위 앞에 도호부 단위의 부(고을) 이름을 쓰도록 하여 조선의 제후임을 피력하였는데 이후 이는 본관이나 연고지로 교체된다. 국부인으로 봉작되던 제군(왕의 서자)의 처는 부(府)의 아래 행정단위인 군(郡)을 써 군부인(郡夫人)으로 조정되었으며 역시 국호 대신 군(고을) 이름을 쓰도록 하였다. 공신의 처는 문무대신의 처와 구별하였던 제도를 폐지하고 동등히 정(正)·경(敬)·숙(淑)등을 쓴 작위를 내렸다. 대신, 종실·공신·문무 2품 이상의 수절(守節)한 적모로서 옛 제도에 따라 아들의 직위로 인하여 가작하는 이에게는 특별히 대(大)를 작위에 더할 수 있도록 했는데 이는 훗날 부대부인의 탄생 배경이 된다.
왕의 유모를 봉보부인으로 봉작토록 한 것은 세종 17년부터로, 한(漢)·진(晉)·당(唐)·송(宋)에서 제왕들이 자신의 유모를 봉작했던 예가 있던 것을 전례로 삼은 것이다. 이때 봉보부인의 품작은 종2품과 비등하게 하도록 정하였는데, 단종·예종·성종이 어머니 대신 자신을 양육한 유모에 대한 각별한 애착을 드러내면서 종국엔 봉보부인의 품작이 종1품에 이르게 된다.

### 조선 중·후기
성종 15년, 《경국대전》의 완성본인 《을사대전》에서 개칭·정리된 외명부 봉작은 1897년(고종 34년, 광무 원년)에 대한제국이 설립되기까지 대체적으로 그대로 쓰여진다. 아래의 표는 《을사대전》의 외명부 편이다.
【 의친 여성 】
| 품계        | 봉호               | 대상                   |
| ----------- | ------------------ | ---------------------- |
| 무계 상(上) | 공주(公主)         | 왕의 적녀              |
| 무계 하(下) | 옹주(翁主)         | 왕의 서녀              |
| 정1품       | 부부인(府夫人)     | 왕비의 모친(親母·法母) |
| 종1품       | 봉보부인(奉保夫人) | 왕의 유모              |
| 정2품       | 군주(郡主)         | 왕세자의 적녀          |
| 정3품       | 현주(縣主)         | 왕세자의 서녀          |

【 종친처·대신처 】
| 품계                      | 종친처 봉호                                       | 대신처 봉호        |
| ------------------------- | ------------------------------------------------- | ------------------ |
| 정1품 상(上) 정1품 하(下) | 부부인(府夫人: 대군 처) 군부인(郡夫人: 왕자군 처) | 정경부인(貞敬夫人) |
| 종1품                     | 군부인(郡夫人)                                    | 정경부인(貞敬夫人) |
| 정·종2품                  | 현부인(縣夫人)                                    | 정부인(貞夫人)     |
| 정3품 당상                | 신부인(愼夫人)                                    | 숙부인(淑夫人)     |
| 정3품 당하·종3품          | 신인(愼人)                                        | 숙인(淑人)         |
| 정·종4품                  | 혜인(惠人)                                        | 영인(令人)         |
| 정·종5품                  | 온인(溫人)                                        | 공인(恭人)         |
| 정6품                     | 순인(順人)                                        | 의인(宜人)         |
| 종6품                     |                                                   | 의인(宜人)         |
| 정·종7품                  |                                                   | 안인(安人)         |
| 정·종8품                  |                                                   | 단인(端人)         |
| 정·종9품                  |                                                   | 유인(孺人)         |

※ 부부인·세자녀(世子女: 군주와 현주)·종친처 2품 이상(郡夫人·縣夫人)은 작위 앞에 두 글자 읍호(邑號)를 쓴다.
세자의 딸인 군주와 현주는 인조 때에 이르러 더 이상 읍호를 쓰지 않고 왕녀(公主·翁主)와 마찬가지로 두 글자의 아름다운 의미를 가진 한자로 구성된 휘호(美名)를 쓰게 되었다.

#### 부부인·부대부인
부부인(府夫人)은 조선 세종 때 창안된 작위명으로, 제왕의 외조모와 장모를 봉작한 작위인 국대부인(國太夫人)을 2계급 등급을 낮춰 개칭한 것이다. 태종 때 대군(大君)의 적처(嫡妻) 역시 국대부인으로 봉작하는 제도가 세워졌기에, 세종 때의 개정으로 부부인은 조선 임금의 외조모·장모·적중자부(嫡仲子婦: 적장자를 제외한 적자의 처)를 봉작하는 작위로 정의됐다가, 선조의 즉위를 시점으로 방계 출신의 임금의 외조모는 대상에서 자연히 제외됐다. 외명부 최고 품작인 정1품 관작이었기에 선조와 인조 때 왕의 사가 모친을 봉작하는 작위로도 차용됐다가, 영조 때 모순이 드러나 철종 때에 이르러 왕의 사가 모친은 '자식의 지위로 귀해진 부모에겐 작위에 대(大·太)를 더한다.'는 제도에 따라 부대부인으로 삼기 시작했다.

### 위계
조선의 왕녀는 본래 적서의 구별 없었으나, 태종시대(태조 사후)에 왕자의 적서를 엄격히 구별하여 왕비 소생은 정1품 대군, 후궁 소생은 종1품 제군으로 삼았던 것에 미루어 이땐 아직 왕녀의 작위를 동등히 궁주(宮主)라 썼지만 차별이 있었을 것으로 짐작된다. 세종시대에 이르러 왕녀 역시 적서로 구별되어 왕비 소생은 공주, 후궁 소생은 옹주로 봉작되었으며, 왕세자녀 역시 세자빈 소생은 군주(郡主), 후궁 소생은 현주(縣主)로 봉작되었다. 이때 당시 공·옹주의 품계는 대군·군과 마찬가지로 공주는 정1품, 옹주는 종1품이었을 것으로 추정되며, 이후 모두 정1품으로 조정되었다가 성종15년 을사대전의 편찬 직전에 왕자와 함께 품계를 초월하는 무계(=무품)로 조정되었다. 그러나 공·옹주가 같은 무계로 조정된 후에도 뚜렷한 차등이 존재했는데 바로 궐 밖 궁가(宮家)의 크기와 면세전(免稅田)의 규모, 그리고 지아비의 품계 및 예우등이 대표적인 증거이다.
세종은 오례(國朝五禮儀)를 결정하며 명부(命婦)의 자리를 논할 때 내명부를 외명부의 윗서열에, 외명부 중 공·옹주를 대군의 처인 부부인보다 윗서열에 놓았다. 이로 인해 명부가 모이는 행사가 있을 시엔 공·옹주가 외명부의 가장 상석(上席)에 서거나 앉았다. 그러나 효종시대에 오례의 법식이 무시된 돌발 사건이 발생했는데, 효종이 공주들의 혼인에 부부인을 왕녀보다 상석에 앉도록 한 것이다. 이긍익의 《연려실기술》에 효종의 부마인 정재륜이 궁중에서 일어난 일을 모아 엮은 《공사견문록》이 수록되어 있는데 여기에 이 사건의 배경이 쓰여있다.
인조 무오년에 효명옹주가 나이 11세인데 혼례를 행하였다. 혼인 후 3일 만에 잔치를 베풀었는데, 인평대군(麟坪大君)의 부인 오씨(吳氏)와 여러 종실의 부녀들이 모두 참여하였다. 자리를 정하여 앉으려는데 옹주는 비록 서녀(庶女)이지만, 극히 귀한 신분이니 마땅히 오씨의 위에 앉아야 했는데, 오씨가 말하기를, “나의 자급(資級)이 비록 옹주보다 낮다 하지만, 적(嫡)ㆍ서(庶)의 차례로 앉아야 한다.” 하면서, 서로 버티어 결정을 짓지 못하였다.그 말이 임금에게까지 들리니 임금이 명하여 옹주를 윗자리에 앉게 하였는데, 그 후로부터 골육(骨肉) 사이에 정의가 갑자기 쇠하여졌다. 혹자는 둘이 다 서로 사양하지 못한 것을 애석하게 여기고, 또 두 집의 그 뒷날의 화가 반드시 여기에서 생긴 것이라고 하였다. 효종조에 이르러서는 여러 공주들의 혼인 때에 오씨로 하여금 현재 임금의 딸들의 윗자리에 앉게 하였으니, 이는 대개 가인례(家人禮) 예절을 쓴 것이요, 한편으로는 전의 일을 징계로 삼은 것이었다.

## 같이 보기
- 내명부
- 종친부
- 의빈부
- 공주
- 군주
- 국대부인
- 부부인